# 薊花姑娘的搖籃曲
《薊花姑娘的搖籃曲》（日语：アザミ嬢のララバイ）是日本創作歌手中島美雪的出道單曲。於1975年9月25日由佳音唱片 (Canyon Records) 發行。規格產品編號為AV-69。

## 介紹
A面曲《薊花姑娘的搖籃曲》是一首3⁄4拍的圓舞曲。第1張專輯《聽得見我的聲音嗎》中收錄了不同編曲的專輯版。
在本單曲發表·發行之前 (1972年) ，中島參加了“民謠音樂祭全國大會”，以原創歌曲《我時常這樣想》 (日语：あたし時々おもうの) 獲了獎。後來現場音源以LP形式發行。因此，中島唱片出道和職業出道的年數不同，但真正意義上的出道從本單曲算起。
發行前，由於父親真一郎顱內出血昏迷被送往醫院，所以中島美雪本人并沒有參加本單曲的宣傳活動。
7吋單曲盤的歌詞卡片上記載了中島的個人資料、製作本單曲時的心境 (關於“搖籃曲”的一些話) 和關於“薊花”的一些話。
本單曲也是編曲家船山基紀的出道作品。
中島2006年的歌曲《搖籃曲SINGER》使用了A面曲《薊花姑娘的搖籃曲》的副歌。中島還在演唱會《中島美雪音樂巡演 2007》上搭配演唱了這兩首歌曲。
《薊花姑娘的搖籃曲》還是2010年每日放送的深夜同名電視劇的主題曲。
2022年11月28日，本單曲由山葉音樂傳播以7吋單曲盤的形式數位音樂下載配信。

## 現場演出
1978年《離別之歌》 (日语：わかれうた) 大熱之際，出演了電視節目《夜間熱門工作室》，演唱了《薊花姑娘的搖籃曲》和《離別之歌》。

## 收錄歌曲
1. 薊花姑娘的搖籃曲 (日语：アザミ嬢のララバイ)
  - 作詞、作曲: 中島美雪，編曲: 船山基紀
2. 再會 再會 (日语：さよならさよなら)
  - 作詞、作曲: 中島美雪，編曲: 船山基紀

## 翻唱
- 内藤安子 (1976年，專輯《隙間風》)
- 研直子 (1978年，專輯《NAOKO VS MIYUKI (研直子唱中島美雪)》
- 柏原芳惠 (1984年，專輯《最愛》)
- 香西薰 (1992年，專輯《綴織百景 VOL.2 花》)
- 藤田惠美 (2008年，專輯《心的餐桌 ~你回來啦親愛的詩歌們~》)
- 清春 (2019年，專輯《Covers》)
- 工藤靜香 (2021年，專輯《青之炎》)

## 其他
以下情況中的歌曲均指A面曲《薊花姑娘的搖籃曲》。
- 電視劇《偵探物語》第6集《失蹤者的影子》插曲。
- 電視劇《危險刑警》第9集《迎擊》中，逃犯松村優子 (木之實奈奈 飾) 哼唱了本歌曲。
- 電視劇《安樂之鄉》第76集和第78集中，榊原薊相關的場景使用了本歌曲的單曲版。
- 電影《地球最後的夜晚》片尾曲。

## 備註
1. ↑  唱片公司是AARD-VARK。
2. ↑  其實是6⁄8拍的可能性也很高。但截至2016年，市面上販售的中島的樂譜集都是以3⁄4拍來記載的。
3. ↑  這次音源化的LP盤非常珍貴，因為當時並未CD化，且屬於非賣品，所以後來被拍賣時，價格很昂貴。

## 關聯項目
- 1975年音樂

## 外部連結
- 中島美雪官方網站上的介紹頁面
  - 薊花姑娘的搖籃曲 （页面存档备份，存于）